# The Massacre (film fra 1912)
The Massacre er en amerikansk stumfilm fra 1912 af D. W. Griffith.

## Medvirkende
- Wilfred Lucas som Stephen
- Blanche Sweet
- Charles West
- Alfred Paget
- Lionel Barrymore